# Првча
Првча (хорв. Prvča) — населений пункт у Хорватії, у Бродсько-Посавській жупанії у складі міста Нова Градишка.

## Населення
Населення за даними перепису 2011 року становило 752 осіб.
Динаміка чисельності населення поселення:

## Клімат
Середня річна температура становить 11,45 °C, середня максимальна – 26,19 °C, а середня мінімальна – -5,53 °C. Середня річна кількість опадів – 904 мм.
| Клімат поселення                              | Клімат поселення | Клімат поселення | Клімат поселення | Клімат поселення | Клімат поселення | Клімат поселення | Клімат поселення | Клімат поселення | Клімат поселення | Клімат поселення | Клімат поселення | Клімат поселення | Клімат поселення |
| Показник                                      | Січ.             | Лют.             | Бер.             | Квіт.            | Трав.            | Черв.            | Лип.             | Серп.            | Вер.             | Жовт.            | Лист.            | Груд.            |                  |
| Середній максимум, °C                         | 7,02             | 8,91             | 13,24            | 17,90            | 23,02            | 26,19            | 25,39            | 24,49            | 20,64            | 15,50            | 9,95             | 5,67             |                  |
| Середня температура, °C                       | 0,75             | 2,62             | 6,96             | 11,60            | 16,74            | 19,90            | 21,58            | 20,68            | 16,83            | 11,70            | 6,15             | 1,87             |                  |
| Середній мінімум, °C                          | −5,53            | −3,67            | 0,67             | 5,32             | 10,45            | 13,62            | 17,78            | 16,86            | 13,02            | 7,88             | 2,34             | −1,94            |                  |
| Норма опадів, мм                              | 57               | 52               | 61               | 76               | 83               | 100              | 84               | 83               | 72               | 80               | 86               | 70               |                  |
| Середньомісячна швидкість вітру, м/с          | 1.60             | 1.89             | 2.20             | 2.12             | 1.94             | 1.80             | 1.77             | 1.60             | 1.60             | 1.60             | 1.61             | 1.70             |                  |
| Середньомісячна сонячна радіація, кДж/м²·день | 4315             | 7138             | 11012            | 15378            | 19474            | 21657            | 22465            | 20097            | 14927            | 9222             | 4881             | 3581             |                  |
| --------------------------------------------- | ---------------- | ---------------- | ---------------- | ---------------- | ---------------- | ---------------- | ---------------- | ---------------- | ---------------- | ---------------- | ---------------- | ---------------- | ---------------- |
| Джерело:                                      |                  |                  |                  |                  |                  |                  |                  |                  |                  |                  |                  |                  |                  |